# Privoxy
Privoxy è un di proxy web open source, di tipo non-caching con funzionalità di filtro per la protezione della privacy, per la modifica dei dati delle pagine web, per la gestione dei cookies, per il controllo degli accessi, e per la rimozione selettiva di contenuti come annunci, banner e pop-up.
Può essere personalizzato dagli utenti e impiegato sia per sistemi stand-alone che per reti multi-utente. Privoxy può lavorare in combinazione con altri proxy ed è frequentemente utilizzato in combinazione con Squid e può essere utilizzato per aggirare alcuni sistemi di censura Internet.

## Storia
Privoxy è basato su Internet Junkbuster ed è rilasciato sotto la licenza GNU General Public License. Funziona su Linux, OpenWrt, DD-WRT, Windows, macOS, OS/2, AmigaOS, BeOS e la maggior parte dei sistemi Unix-like. È compatibile con la stragrande maggioranza dei browser web che supportano la configurazione di un proxy ed è ospitato su SourceForge.
Privoxy è stato adottato dal Tor Project fino 2010 quando il progetto ha deciso di sviluppare internamente Tor Browser sconsigliando l'utilizzo di proxy di terze parti. È comunque ancora possibile utilizzarlo, configurando Privoxy manualmente, ed è consigliato per applicazioni di terze parti che non supportano nativamente SOCKS.

## Accoglienza
Shashank Sharma di Linux Format  lo ha valutato 9/10 stelle definendolo un proxy altamente personalizzabile, facile da configurare, ben documentato.  Erez Zukerman di PC World lo ha valutato 4/5 stelle definendolo complicato ma potente. Michelle Delio di Wired lo ha definito un ottimo strumento per proteggere la propria privacy.